# Colegio Mayor San Gregorio

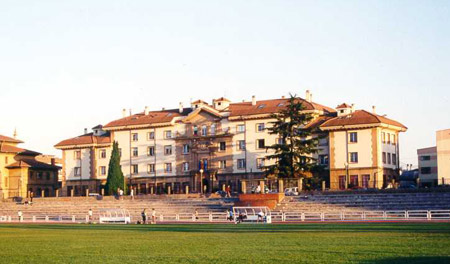
Colegio Mayor San Gregorio

El Colegio Mayor San Gregorio es un colegio mayor mixto adscrito a la Universidad de Oviedo ubicado en el campus de los Catalanes de Oviedo, Asturias (España). Antiguamente era llamado de los pardos por el color de su vestimenta. Es la institución más antigua de la Universidad de Oviedo, anterior en años a la propia universidad. Su fundación data muy posiblemente del año 1534. Se ubicaba entonces en la esquina de las calles San Francisco y Mendizábal, frente al edificio histórico de la universidad.

## Historia
El Colegio Mayor San Gregorio tiene su origen hacia el año 1534 gracias al proyecto y donación de parte de los bienes del arzobispo de Oviedo Fernando Valdés Salas, quien también fundó la universidad. Si bien en la fachada del antiguo colegio figuraba la fecha de 1557.
Su fundador ideó un colegio en el que se impartiesen gramática latina, humanidades y educación religiosa. Para su admisión los colegiales debían saber leer latín y conocer la doctrina religiosa. Valdés Salas también señalaba que sólo podían acudir los pobres que no fuesen vecinos ni hijos de vecinos de Oviedo puesto que estos últimos tenían más posibles para estudiar. También fijaba que se dotase a los alumnos de ropas o sotanas de color pardo lo que hizo que este colegio también se conociese como el “de los pardos”. Además, se debía de dar de comer a 15 personas: doce colegiales, un rector, un preceptor y un familiar. De la cocina se ocuparía una mujer encargada también del lavado de la ropa.
El colegio ocupó una casa fuera de la muralla medieval, en el arrabal del campo. Éste tenía en su fachada el escudo arzobispal en un frontispicio sobre la puerta de arco de entrada. Se amplió posteriormente con la compra de otro edificio junto a la casa y huerta. A partir del siglo XVIII fue objeto de diversas reformas durante las cuales desapareció la capilla que tenía el colegio.
Un hermano menor del fundador, Fernando de Valdés, fue el primer rector de este colegio. Más adelante, en el siglo XVII, también ostentó el rectorado el Padre Carvallo.
Se trata de la institución más antigua de la universidad, como se recogía en una inscripción del edificio que recoge Fermín Canella Secades: “Nobilísimo Colegio de San Gregorio. El más antiguo de los de la patria”. Es anterior incluso a la propia universidad a la que luego quedó vinculado y en el que se realizaban los estudios de preparación para entrar en la universidad.
Fue perdiendo importancia desde finales del siglo XVIII y en 1830 dejaron de asistir alumnos. Seis años después el ayuntamiento lo ocupó como cuartel de la Milicia Nacional hasta que ésta se disolvió en 1844. Se pensó entonces en su dedicación como escuela normal o casa-pensión para los alumnos de secundaria aunque el patrono del colegio, el duque de Berwick y Alba, se negó a ello. Sus herederos, a fines del siglo XIX, vendieron el edificio y huerta a un particular que derribó la construcción en 1901 aunque algunas de sus inscripciones y el escudo que se encontraba bajo el frontispicio se conservan en la universidad. Este último propietario vendió el solar donde, un año después, se levantó el Banco Asturiano.

## El edificio actual
El actual edificio, construido en 1942, es obra de los hermanos Federico y Francisco Somolinos y fue rehabilitado en 1991 por el arquitecto Nicolás Arganza. Destaca la potencia de su portada cuyo tímpano rompe la línea de cornisa y que supone un marco para el escudo del Colegio San Gregorio. Se halla rodeado de las instalaciones deportivas universitarias y cercano al también Colegio Mayor América en el campus de los Catalanes en la zona sur de Oviedo.